# 15-та армія повітряно-космічних сил особливого призначення (РФ)
15-та армія повітряно-космічних сил особливого призначення (рос. 15-я армия воздушно-космических сил особого назначения)— оперативне об'єднання в складі Космічних військ Росії. 15-та армія повітряно-космічних сил особливого призначення створена 1 грудня 2011 року в складі Військ повітряно-космічної оборони.
Скорочена найменування — 15 А ПКС ОсПр.
Центрі управління 15-ї армії ПКС ОсПр у підмосковному Краснознам'янську

## Опис
15-та армія повітряно-космічних сил особливого призначення займається управлінням орбітальної угрупованням космічних апаратів, виявленням пусків балістичних міжконтинентальних ракет й наглядом за космічним навколоземних простором. Здійснюються ці дії за допомогою радіолокаційних станцій системи попередження про ракетний напад типу 77Я6 Воронеж, Днєпр, Дар'ял, Волга, а також радіооптичного комплексу Крона у Карачаєво-Черкесії та оптикоелектронного комплексу Окно у Таджикистані.

### 153-й головний випробувальний космічний центр імені Г. С. Тітова
153-й головний випробувальний космічний центр імені Г. С. Тітова у складі армії виконує завдання забезпечення запусків космічних апаратів різного призначення, управління космічними апаратами військового, соціально-економічного, наукового призначення і космічними апаратами, запущеними за програмами міжнародного співробітництва та комерційним програмам. Однією з основних завдань Головного центру є забезпечення безперебійного функціонування Глобальної навігаційної супутникової системи ГЛОНАСС складається з 24 супутників. Серед найважливіших завдань 153-го ГВКЦ є застосування системи єдиного часу й еталонних частот «Мета» для частотно-часового забезпечення користувачів Міністерства оборони РФ.

### Окремі командно-вимірювальні комплекси
Окремі командно-вимірювальні комплекси (ОКВК) Головного випробувального космічного центру розташовані на всій території Росії від Калінінграда до Камчатки. Вся інформація, що приймається командно-вимірювальними комплексами з космічних апаратів, передається в Центр управління космічними апаратами російської орбітального угруповання у Краснознаменську для обробки, аналізу й прийняття рішень щодо видачі керуючих команд на борт космічних апаратів. У 2018 році на управлінні 153-го ДВКЦ перебувало близько 80 % космічних апаратів російського орбітального угруповання.
На оснащенні ОКВК перебувають космічні радіотехнічні комплекси «Плутон», радіотелескопи РТ-70. Загальна кількість ОКВК ДВКЦ становить 14 одиниць по всій країні. За допомогою радіотехнічних засобів й лазерного телескопа ОКВК у Барнаулі проводить до 110 сеансів управління космічними апаратами на добу. Звідси надходить інформація для контролю виведення на орбіти КА, запущених з Байконура, забезпечується голосовий та телевізійний зв'язок з екіпажами пілотованих космічних кораблів і МКС.
Разом з випробувальним космодромом «Плесецьк» входить до складу Космічних військ.

## Історія

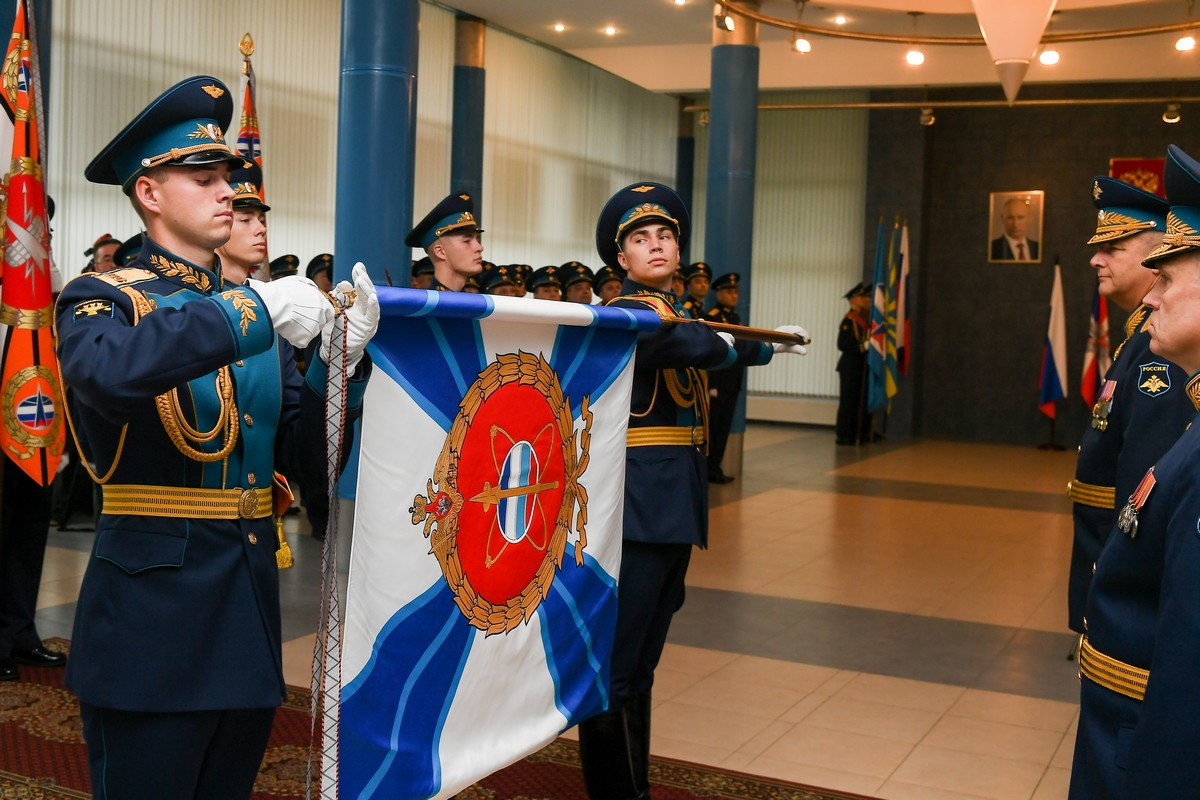
Вручення прапора 15-ї армії ПКС ОсПр 4 жовтня 2019 року

Перше прапор об'єднання вручено 15-ї армії ПКС особливого призначення 4 жовтня 2019 року, га День Космічних військ, у Центрі управління 15-ї армії ПКС ОсПр у підмосковному Краснознам'янську. В урочистому заході взяли участь представники керівного складу Космічних військ, військовослужбовці 15-ї армії ПКС ОсПр, ветерани, в різні роки очолювали Космічні війська, а також з'єднання та об'єднання, що входили до їх складу. Командувач Космічних військ — заступник головнокомандувача Повітряно-космічними силами генерал-полковник Олександр Головко вручив прапор об'єднання командувачу 15-ю армією Повітряно-космічних сил (особливого призначення) генерал-лейтенанту Андрію Вишинському.

## Структура
У складі 15-ї армії ПКС ОсПр:
- 153-й головний випробувальний космічний центр імені Г. С. Тітова (153-й ДВКЦ) (місто Краснознаменськ);
- 820-й головний центр попередження про ракетний напад (ГЦ ПРН); Солнєчногорськ-7, в/ч 26302;
- 821-й головний центр розвідки космічної обстановки (ГЦ РКО); Ногінськ-9 - Дуброво, Богородського міського округу; в/ч 61437;
- Космодром "Плесецьк".